# Хорхе Умберто Родрігес
Хорхе Умберто Родрігес (ісп. Jorge Humberto Rodríguez, нар. 20 травня 1971, Сан-Алехо) — сальвадорський футболіст, що грав на позиції півзахисника, зокрема за національну збірну Сальвадору. По завершенні ігрової кар'єри — тренер. З 2020 року очолює тренерський штаб команди ФАС.

## Клубна кар'єра
У дорослому футболі дебютував 1989 року виступами за команду «Уракан Атікісая», в якій провів один сезон. 
Протягом 1990—1992 років захищав кольори клубу «Ісідро Метапан».
Своєю грою за останню команду привернув увагу представників тренерського штабу клубу ФАС, до складу якого приєднався 1992 року. Відіграв за команду із Санта-Ани наступні п'ять сезонів своєї ігрової кар'єри. Двічі, у 1995 і 1996 роках вигравав у її складі першість Сальвадору.
1997 року уклав контракт з американським «Даллас Берн», у складі якого провів наступні п'ять років своєї кар'єри гравця.  Більшість часу, проведеного у складі «Даллас Берн», був основним гравцем команди.
Повернувшись 2002 року на батьківщину, знову грав за ФАС, після чого захищав кольори «Агіли» та «Альянси».
Завершив ігрову кар'єру у команді «Ісідро Метапан». Повернувся до неї 2007 року, захищав її кольори до припинення виступів на професійному рівні у 2008.

## Виступи за збірну
1991 року дебютував в офіційних матчах у складі національної збірної Сальвадору.
У складі збірної був учасником трьох розіграшів Золотого кубка КОНКАКАФ — 1996, 1998 і 2002 років.
Загалом протягом кар'єри в національній команді, яка тривала 14 років, провів у її формі 71 матч, забивши 10 голів.

## Кар'єра тренера
Розпочав тренерську кар'єру, повернувшись до футболу після невеликої перерви, 2013 року, очоливши тренерський штаб клубу «Ісідро Метапан», де пропрацював два роки.
Протягом частини 2015 року був головним тренером команди Сальвадор, після чого знову зосередився на роботі на клубному рівні і  очолював команди «Альянса» та «Кобан Імперіаль».
2020 року став головним тренером команди ФАС.

## Титули і досягнення
- Чемпіон Сальвадору (3):

ФАС: 1994-1995, 1995-1996, 2002-2003